# Eric Cornell
Eric Allin Cornell (ur. 19 grudnia 1961 w Palo Alto, Kalifornii) – amerykański fizyk, laureat Nagrody Nobla w roku 2001 za otrzymanie – wspólnie z Carlem Wiemanem i Wolfgangiem Ketterle – nowego stan materii, tzw. kondensat Bosego-Einsteina oraz prowadzenie badań jego właściwości.